# Camino a los Pirules
Camino a los Pirules är en ort i Mexiko.   Den ligger i kommunen León och delstaten Guanajuato, i den centrala delen av landet, 300 km nordväst om huvudstaden Mexico City. Camino a los Pirules ligger 1 845 meter över havet och antalet invånare är 129.
Terrängen runt Camino a los Pirules är platt åt sydväst, men åt nordost är den kuperad. Runt Camino a los Pirules är det mycket tätbefolkat, med 1 313 invånare per kvadratkilometer. Närmaste större samhälle är León de los Aldama, 12,9 km nordväst om Camino a los Pirules. Trakten runt Camino a los Pirules består till största delen av jordbruksmark.